# Zielgerät 1229

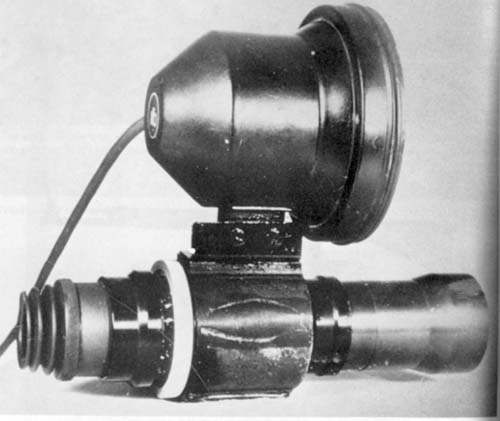
Das Zielgerät 1229 „Vampir“

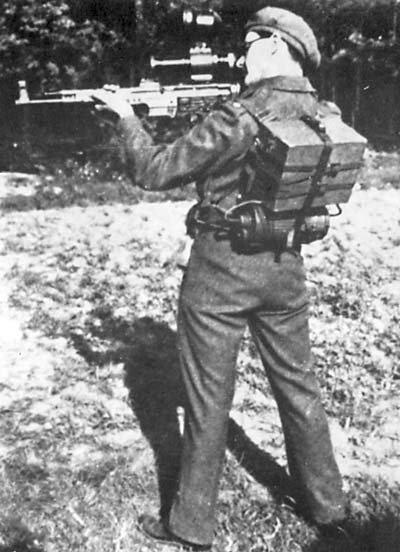
Zielgerät 1229 montiert auf einem Sturmgewehr 44, vorgeführt von einem britischen Soldaten

Das Zielgerät 1229 (ZG 1229), auch bekannt unter seinem Trivialnamen Vampir, war ein aktives Nachtsichtgerät, entwickelt im Zweiten Weltkrieg für die Wehrmacht zur Montage auf dem Sturmgewehr 44, um damit ausgestatteten Soldaten eine gewisse Nachtkampffähigkeit zu verleihen.

## Design
Das ZG 1229 Vampir wog ca. 2,25 kg und wurde mit einer Klemmmontage am Sturmgewehr 44 direkt im Werk der Firma C. G. Haenel in Suhl montiert und fertig ausgeliefert. Die so ausgerüsteten Soldaten wurden vom Oberkommando der Wehrmacht als Nachtjäger bezeichnet. Neben dem Gerät selbst und dem darauf montierten Infrarotscheinwerfer gab es eine 13,5 kg schwere Batterie für den Scheinwerfer und eine weitere, kleinere Batterie in einer Gasmaskenbüchse, welche das Infrarotgerät selbst mit Energie versorgte. Die Batterien transportierte der Soldat mittels Tragegestell 39 auf dem Rücken. Der Scheinwerfer war im Grunde genommen eine normale Glühlampe mit einem vorgeschalteten Filter, welcher nur für den infraroten Anteil des Lichts durchlässig war. Im Gegensatz zu Wärmebildgeräten wurde hier im nahen Infrarotbereich (NIR) gearbeitet, und das Gerät konnte somit keine von Lebewesen und Geräten abgestrahlte Hitze sichtbar machen. Im Unterschied zu heutigen Nachtsichtgeräten war das Vampir-Gerät ohne den Scheinwerfer nutzlos, da der Bildwandler der Generation 0 nicht das vorhandene Restlicht (Mond, Sterne etc.) in ausreichender Menge verstärken konnte, man spricht hierbei von einem sogenannten aktiven Nachtsichtgerät.

## Einsatz
Vampirgeräte wurden zum ersten Mal im Februar 1945 benutzt, obwohl die Produktion der Geräte bereits seit Anfang 1944 im kleinen Rahmen lief. Bis zum Kriegsende wurden nachweislich 310 Einheiten an die Wehrmacht geliefert, die sie hauptsächlich an der Ostfront einsetzte. In Berichten von Zeitzeugen kann man von „Scharfschützen, die nächtens mit großen, nicht leuchtenden Scheinwerfern, montiert auf ebenso enorme Zielfernrohre Jagd auf Gegner machten“ lesen. Ähnliche Geräte wurden ebenso auf MG-34- und MG-42-Maschinengewehre montiert.